# Спасо-Яйське
Спа́со-Я́йське (рос. Спасо-Яйское) — присілок у складі Томського району Томської області, Росія. Входить до складу Турунтаєвського сільського поселення.

## Населення
Населення — 210 осіб (2010; 288 у 2002).
Національний склад (станом на 2002 рік):
- росіяни — 89 %